# Edith Ranzini
Edith Ranzini (São Paulo, 1946) é uma engenheira brasileira formada pela USP, professora doutora da Pontifícia Universidade Católica de São Paulo e professora sênior da Escola Politécnica da Universidade de São Paulo (Poli). Ela compôs a equipe responsável pela  criação do primeiro computador brasileiro, o Patinho Feio, em 1972, e participou do grupo de instituidores  da Fundação para o Desenvolvimento Tecnológico da Engenharia, sendo a única mulher do mesmo. Atua nas áreas de  inteligência artificial, engenharia de computação, redes neurais e sistemas gráficos. 
Na sua época de prestar o vestibular, inscreveu-se para física na USP e para engenharia na Poli-USP, sendo aprovada nesta última em 1965, ingressando como uma das 12 mulheres do total de 360 calouros.
Em 1969, formou-se como engenheira de eletricidade, permanecendo na universidade para fazer sua pós-graduação. Nessa época entrou para o Laboratório de Sistemas Digitais (LSD),atual Departamento de Engenharia de Computação e Sistemas Digitais, criado pelo professor Antônio Hélio Guerra Vieira. Em 1970, deu início ao seu mestrado em Engenharia de Sistemas pela USP, concluindo o mesmo em 1975. Nesse período, permaneceu no LSD e  fez parte do grupo responsável pelo desenvolvimento do primeiro computador brasileiro, o Patinho Feio (1971-1972) e do  G10 (1973-1975), primeiro computador brasileiro de médio porte,  feito para o Grupo de trabalho Especial (GTE), posteriormente Digibras.
No ano de 1971 começou a dar aula como professora voluntária e permanece lecionando desde então. Em 1972, integrou o grupo de instituidores e membros da Fundação para o Desenvolvimento Tecnológico da Engenharia (FTDE), na qual participou em diversos cargos, a maioria dentro da diretoria, sendo, entre 2004 e 2006,  diretora presidente da mesma.Após o mestrado, fez doutorado em Engenharia Elétrica (1976-1981), também pela USP.
Seu último projeto de pesquisa foi realizado entre 2006 e 2012, atuando como coordenadora para o Estudo de Viabilidade da Estrada de Rodagem do Estado de Minas Gerais.
Recebeu em 2004 o Prêmio de Melhor Trabalho na área de Ciências Exatas e da Terra, como orientadora no programa Institucional de Bolsas de Iniciação Científica do Conselho de Ensino e Pesquisa, CEPE/PUC-SP e o de professora mais querida do departamento PCS da Escola Politécnica da USP, na ocasião dos 120 anos da Poli, na qual foi retratada no Livro, em 2013.